# US Open 2017 (gra podwójna na quadach)
US Open 2017 – gra podwójna na quadach – zawody deblowe na quadach, rozgrywane w ramach ostatniego, czwartego w sezonie wielkoszlemowego turnieju tenisowego, US Open. Zmagania miały miejsce 9 września na nowojorskich kortach USTA Billie Jean King National Tennis Center.

## Drabinka

#### Klucz
- w/o – walkower
- k – krecz
- d – dyskwalifikacja
- Q – kwalifikant
- WC – dzika karta
- LL – szczęśliwy przegrany
- Alt – zawodnik zastępczy
- PR – ochrona rankingu
- SE – specjalna przepustka
- ITF – ranking ITF
- JE – ranking juniorski

### Faza finałowa
|  |       |                               |   |   |  |
|  | Finał |                               |   |   |  |
|  |       |                               |   |   |  |
|  |       |                               |   |   |  |
|  |       |                               |   |   |  |
|  |       | Andrew Lapthorne David Wagner | 7 | 6 |  |
|  |       | Andrew Lapthorne David Wagner | 7 | 6 |  |
|  |       | Dylan Alcott Bryan Barten     | 5 | 2 |  |
|  |       | Dylan Alcott Bryan Barten     | 5 | 2 |  |
|  |       |                               |   |   |  |

## Pula nagród
| Runda     | Punkty |
| Zwycięzcy | 800    |
| Finaliści | 100    |